# National Institutes of Health
National Institutes of Health (forkortes ofte NIH) er en organisation underlagt det amerikanske sundhedsdepartement med funktion som et medicinsk forskningsråd, oprettet i 1887. Til NIH er der tilknyttet en række verdenskendte forskningsinstitutter for forskellige sygdomme og sundhedsproblemer, lokaliseret i Bethesda, Maryland. NIH finansierer også medicinsk forskning ved en række universiteter og medicinske institutioner. Mange af forskerne tilknyttet NIH er blevet tildelt Nobelprisen i medicin.